# Bruno Vinicius Sousa Medeiros
Bruno Vinicius Sousa Medeiros es un futbolista brasileño. Nació en Cuiabá, Brasil, el 5 de enero de 1991. Actualmente juega en las filas del C. E. L'Hospitalet.

## Biografía
Bruno Vinicius se formó en la cantera del Real Madrid, donde jugó de 2010 a 2014. Los dos últimos años militó en el equipo C del club blanco en Segunda B, aunque el descenso del Castilla le obligó a buscarse la vida lejos de la capital de España. De allí se fue al Sant Andreu, del grupo III. En el equipo catalán fue titular en 22 partidos, jugó 1.838 minutos y marcó 4 goles. Su habilidad para el regate y su fortaleza para el golpeo de cabeza le abrieron las puertas del Sabadell, un equipo con potencial que aspiraba al ascenso de categoría.
En el CE Sabadell firma una gran temporada con 25 partidos disputados en el cuadro arlequinado, 18 como titular, 7 como suplente. En la Nova Creu Alta ha marcado un total de 8 goles.

## Clubes
| Club                          | País   | Año             |
| ----------------------------- | ------ | --------------- |
| Real Madrid C                 | España | 2012-2014       |
| UE Sant Andreu                | España | 2014-2015       |
| CE Sabadell                   | España | 2015-2016       |
| Club de Fútbol Badalona       | España | 2016-2017       |
| Sociedad Deportiva Formentera | España | 2017-2018       |
| Centre d'Esports L'Hospitalet | España | 2018-actualidad |